# Nikolaj Ge
Nikolaj Nikolajevitj Ge, född 27 februari 1831 i Voronezj, död 13 april 1894, var en rysk bildkonstnär av den realistiska skolan. Han blev lika välkänd som historiemålare som porträttmålare.
Ge härstammade från en fransk släkt Gay.

## Biografi

### Utbildning
1847 började Ge studera vid Kievs universitet, men inom ett år flyttade han över till universitetet i Sankt Petersburg. I tiden mellan 1850 och 1857 hade han gått över till Den kejserliga konstakademien. Där fick han guldmedalj för sin tavla Spåkvinnan i Endor visar Samuels skugga för Saul och ett 7-årigt resestipendium. Med detta reste han 1857 till Italien. Där blev han kvar de närmaste tolv åren och använde tiden till att studera såväl antik konst som renässansens konst. Under 1863 hade han anställning som professor på konstakademien i St. Petersburg.

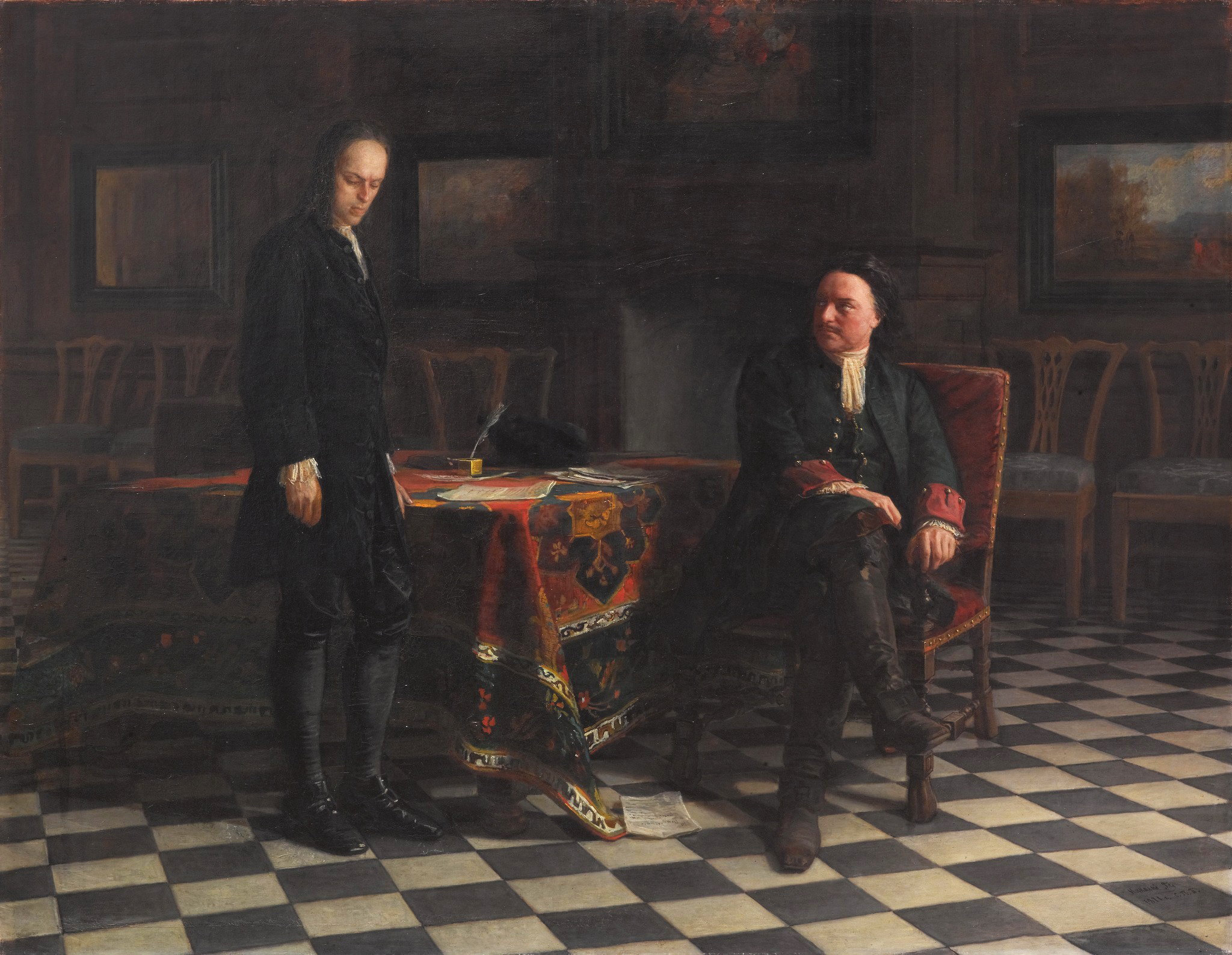
«Peter den store förhör Aleksej_Petrovitj i Peterhof», 1871.

### Historiemåleri
1870 var Ge en av grundarna av motståndsrörelsen Peredvizjnikerna. Han deltog även i gruppens utställningar. Efter att ha kommit tillbaka till Ryssland vände han sig bort från sitt hittillsvarande konfessionella huvudtema med bilder ur evangelierna. I stället engagerade han sig i historiska, ryska ämnen. Hans mest berömda historiemotiv är den nu i Tretjakovgalleriet i Moskva befintliga tavlan av Peter den store som förhör tronföljaren Aleksej. Bland hans övriga verk märks Katarina II vid Elisabets grav och Pusjkin i Michajlovskoje samt utmärkta porträtt av Herzen, Nekrasov, Turgenev, Saltykov, Kostomarov och Lev Tolstoj.
Hans bekantskap med Lev Tolstoj (1862) hade givit hans konst en starkt religiös prägel, som yttrade sig i en mängd arbeten med bibliska stoff, särskild ur Jesus' liv: Kristus i örtagården, vad är sanning? (Pilatus), Samvetet (Judas), Nattvarden, Domens avkunnande över Kristus och Korsfästelsen. Ge utförde även illustrationer till Lev Tolstojs "Varav människorna leva" samt byster av Bjelinskij och Lev Tolstoj.